# غنيمون عريض الأوراق
جنتوم عريض الأوراق (الاسم العلمي:Gnetum latifolium) هو نوع من النباتات يتبع جنس الجنتوم من الفصيلة الجنتوية.